# アクティブレジャー
アクティブレジャーとは、運動習慣の有無や健康意識の程度によらず、利用者の運動の習慣化を図り、結果として疾病予防・介護予防及び健康維持・増進につながる積極的な身体活動を伴うもので、アクティブレジャー商品とその提供プロセスにより、「安全」・「効果」・「サービス一般に求められる品質」の担保に加え、利用者が継続的に利用したくなる魅力のある価値も提供できる健康寿命の延伸を目的とした健康運動サービスである。

なお、短期間または期間限定の運動実施による疾病予防・介護予防、健康の維持・増進の効果のみを目的とした健康運動サービスは該当しない。

注：健康運動サービスを従来のフィットネスではなく「アクティブレジャー」としたのは、健康マネジメント標準化コンソーシアム（代表団体：日本規格協会、参加団体：コスモプラン、日本総合健診医学会）の健康マネジメント標準化委員会（委員長：木村穣関西医科大学教授）である。その理由は、多くの人に遊び感覚で運動を楽しんでもらい、結果として健康寿命延伸につなげたいという考えからである。

## アクティブレジャー認証制度
アクティブレジャー認証制度は、アクティブレジャー(健康運動サービス)の品質について一般財団法人日本規格協会が第三者評価を行い、結果を公表する認証制度である。

この制度は、経済産業省の平成26 年度健康寿命延伸産業創出推進事業の一環として実施された「疾病予防向けアクティブレジャー事業者の品質評価・認証事業」により構築され、すでに12 の認証事業所と18 のアクティブレジャー商品が誕生している。